# Bogdan Khitrovo
Pour les articles homonymes, voir Khitrovo.
Bogdan Matvéievitch Khitrovo (en russe : Богдан Матвеевич Хитрово), né vers 1615 et mort en mars 1680, est un boyard russe. Il est le fondateur de la ville de Simbirsk, aujourd'hui appelée Oulianovsk.